# Ferdinando
Ferdinando ist ein männlicher Vorname. Er ist die italienische Form von Ferdinand.

## Namensträger
Erstname
- Ferdinando Giuseppe Antonelli (1896–1993), Kurienkardinal der römisch-katholischen Kirche
- Ferdinando Bertoni (1725–1813), italienischer Organist, Kapellmeister und Komponist
- Ferdinando Carulli (1770–1841 in Paris), italienischer Komponist und Gitarrist der Frühromantik
- Ferdinando Crivelli (1810–1855), italienischer Architekt, Physiker, Mathematiker und Geometer
- Ferdinando D’Adda (1650–1719), italienischer Kardinal
- Ferdinando Fontana (1850–1919), italienischer Dramatiker, Librettist, Lyriker und Übersetzer
- Ferdinando Fuga (1699–1782), italienischer Architekt
- Ferdinando Galiani (1728–1787), italienischer Diplomat, Ökonom und Schriftsteller in der Zeit der Aufklärung
- Ferdinando Galimberti auch Gallimberto oder Galinberti (* um 1700; † um 1751), italienischer Komponist, Geiger und Musikpädagoge
- Ferdinando Gianella (1837–1917), Schweizer Ingenieur, Architekt und Politiker
- Ferdinando Gonzaga (1587–1626), italienischer Kardinal, später Herzog von Mantua und Montferrat
- Ferdinando Carlo von Gonzaga-Nevers (1652–1708), letzter Herzog von Mantua und Montferrat sowie Fürst von Arches
- Ferdinando Gorges (* um 1568; † 1647), früher englischer Kolonialist in Nordamerika
- Ferdinando Maggioni (1914–1998), italienischer Geistlicher und Bischof von Alessandria
- Ferdinando Mattei (1761–1829), maltesischer römisch-katholischer Geistlicher und Bischof
- Ferdinando I. de’ Medici (1549–1609), Großherzog der Toskana
- Ferdinando II. de’ Medici (1610–1670), Großherzog der Toskana
- Ferdinando de’ Medici (1663–1713), Erbgroßherzog der Toskana
- Ferdinando Meglio (* 1959), ehemaliger italienischer Säbelfechter
- Ferdinando Mezzasoma (1907–1945), italienischer Journalist und faschistischer Politiker
- Ferdinando Minoia (1884–1940), italienischer Automobilrennfahrer
- Ferdinando Minucci (1782–1856), italienischer Erzbischof von Florenz
- Ferdinando Neri (1880–1954), italienischer Romanist, Italianist und Französist
- Ferdinando Orlandi (1774–1848), italienischer Komponist
- Ferdinando Paër (1771–1839), italienischer Komponist österreichischer Abstammung
- Ferdinando Palma-Pignatelli (1643–1701), italienischer römisch-katholischer Bischof und Apostolischer Vikar des Großmogulenreiches
- Ferdinando Maria Pignatelli (1770–1853), italienischer römisch-katholischer Geistlicher, Erzbischof von Palermo und Kardinal
- Ferdinando Quaglia (1780–1853), italienischer Miniaturmaler
- Ferdinando Rodolfi (1866–1943), italienischer Bischof von Vicenza
- Ferdinando Maria Saluzzo (1744–1816), italienischer Kardinal
- Ferdinando Silvani (1823–1899), italienischer Kupferstecher
- Ferdinando Sforzini (* 1984), italienischer Fußballspieler
- Ferdinando Stanley, 5. Earl of Derby (1559–1594), ein englischer Adliger mit Beziehungen zum Theater der englischen Renaissance
- Ferdinando Tacconi (1922–2006), italienischer Comiczeichner
- Ferdinando Taverna (1558–1619), italienischer römisch-katholischer Kardinal und Bischof von Novara
- Ferdinando Ughelli (1596–1670), italienischer Zisterzienser und bedeutender Kirchenhistoriker
- Ferdinando Vieira, osttimoresischer Politiker
- Ferdinando Zidar (1915–2003), italienischer kommunistischer Widerstandskämpfer

Zweitname
- Epifanio Ferdinando (1569–1638), italienischer Arzt der Renaissance
- Pier Ferdinando Casini (* 1955), italienischer Politiker und Mitglied der UDC
- Luigi Ferdinando Marsigli (1658–1730), italienischer Soldat und Gelehrter
- Carlo di Ferdinando de’ Medici (1595–1666), italienischer Bischof und Kardinal
- Luigi Ferdinando Tagliavini (1929–2017), italienischer Organist, Cembalist und Musikwissenschaftler